# Kanton Châtellerault-3
Der Kanton Châtellerault-3 ist seit 2015 ein französischer Wahlkreis für die Wahl des Départementrats im Arrondissement Châtellerault, im Département Vienne und in der Region Nouvelle-Aquitaine; sein Bureau centralisateur befindet sich in Châtellerault.

## Gemeinden
Der Kanton besteht aus zehn Gemeinden und Gemeindeteilen mit insgesamt 20.947 Einwohnern (Stand: 1. Januar 2022) auf einer Gesamtfläche von 302,23 km²:
| Gemeinde               | Einwohner 1. Januar 2022 | Fläche km² | Dichte Einw./km² | Code INSEE | Postleitzahl |
| ---------------------- | ------------------------ | ---------- | ---------------- | ---------- | ------------ |
| Châtellerault          | 13.169                   | 23,10      | 570              | 86066      | 86100        |
| Chenevelles            | 442                      | 29,30      | 15               | 86072      | 86450        |
| Coussay-les-Bois       | 913                      | 43,32      | 21               | 86086      | 86270        |
| La Roche-Posay         | 1.571                    | 35,31      | 44               | 86207      | 86270        |
| Leigné-les-Bois        | 565                      | 29,97      | 19               | 86125      | 86450        |
| Lésigny                | 525                      | 13,21      | 40               | 86129      | 86270        |
| Mairé                  | 174                      | 20,57      | 8                | 86143      | 86270        |
| Pleumartin             | 1.208                    | 23,92      | 51               | 86193      | 86450        |
| Senillé-Saint-Sauveur  | 1.724                    | 50,31      | 34               | 86245      | 86100        |
| Vicq-sur-Gartempe      | 656                      | 33,22      | 20               | 86288      | 86260        |
| Kanton Châtellerault-3 | 20.947                   | 302,23     | 69               | 8604       | –            |

1. ↑   Nur der nordöstliche Teil der Gemeinde, der Rest verteilt sich auf die Kantone Châtellerault-1 und Châtellerault-2.

## Veränderungen im Gemeindebestand seit der landesweiten Neuordnung der Kantone
2016: Fusion Saint-Sauveur und Senillé → Senillé-Saint-Sauveur